# Грациано Пеле
Грациано Пеле (на италиански: Graziano Pellè) е бивш италиански футболист, играещ като нападател.

## Кариера
Юноша е на Лече. Дебютира за първия тим на 11 януари 2004 г. срещу Болоня. В началото на 2005 г. е даден под наем в Катания. Там обаче не успява да отбележи нито един гол в 15 мача. Същата година играе за младежкия национален отбор до 20 г. на Световното първенство, отбелязвайки 4 гола в турнира. Нападателят се завръща в Лече за сезон 2005/06, но след първата му половина отново е даден под наем, този път в Кротоне. През 2006/07 Грациано играе за Чезена, където става титулярен нападател и вкарва 10 гола в 37 срещи.
През 2007 г. Пеле преминава в АЗ Алкмаар. В Холандия обаче нападателят не успява да разкрие пълния си потенциал, тъй като не успява да се пребори с конкуренцията на Мунир Ел Хамдауи, Муса Дембеле и Джърмейн Ленс. През сезон 2008/09 става шампион на страната и печели Суперкупата. За четирите си сезона в АЗ Пеле изиграва 78 мача и вкарва 14 гола.
През юни 2011 г. подписва с Парма. С екипа на „синьо-жълтите“ Грациано разочарова, като за 12 мача бележи само веднъж – в мача с Лече. През 2012 г. играе под наем в Сампдория в Серия Б и помага на тима да се завърне в италианския елит.
През лятото на 2012 г. Грациано се завръща в Холандия с екипа на Фейенорд, ставайки първия италианец, играл за тима. Пеле започва ударно сезона, разписвайки се 11 пъти в първите 10 срещи от шампионата. На 5 януари 2013 г. Фейенорд откупува правата на играча от Парма. Общо през 2012/13 италианецът вкарва 27 попадения и става втори голмайстор на първенството, с 4 гола по-малко от Вилфред Бони от Витес. През 2012/13 Грациано отново е на висота за Фейенорд и основен голмайстор на тима. През януари 2014 г. е наказан за 4 мача след удар с лакът срещу Джоел Велтман в дербито с Аякс. Общо през сезона вкарва 23 гола в 28 мача.
През юли 2014 г. преминава в Саутхемптън за 8 млн. паунда.